# Musotima nitidalis
Musotima nitidalis là một loài bướm đêm thuộc họ Crambidae. Nó được tìm thấy ở New Zealand và hầu hết Úc, bao gồm Queensland, Tasmania, Victoria, Nam Úc và Tây Úc.
Con trưởng thành có màu nâu với các mác trắng màu đen ở mỗi cánh trước.
Ấu trùng ăn dưới lá của nhiều loài Polypodiophyta, bao gồm Adiantum aethiopicum và Pteridium esculentum. 

## Hình ảnh

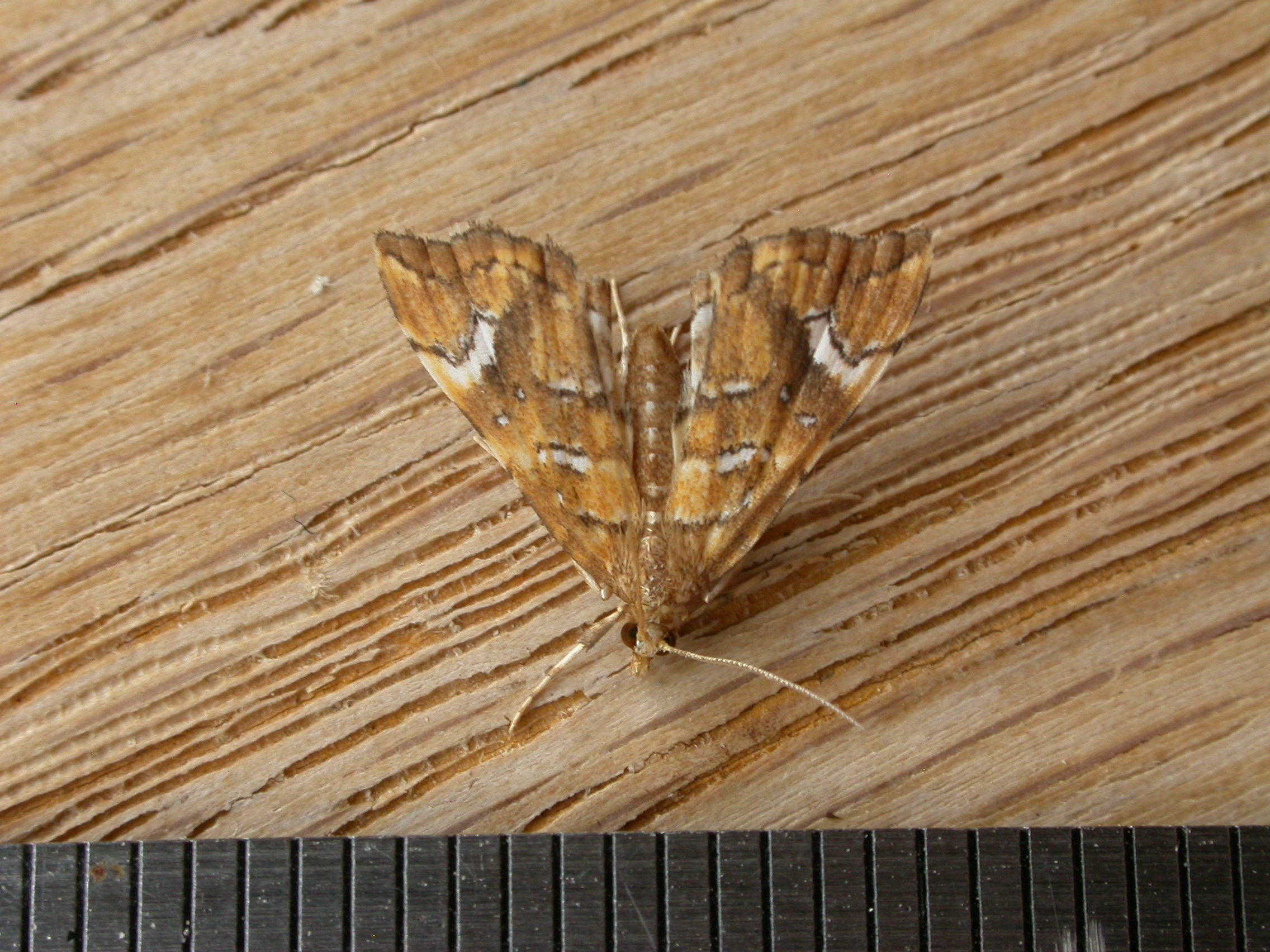